# Students in Free Enterprise
SIFE o Students in Free Enterprise, es una red global formada por estudiantes universitarios, líderes académicos, ejecutivos de negocio y empresarios, comprometidos con el desarrollo sustentable de un mundo mejor para todos. Forma además una asociación entre la empresa y la educación superior, para formar la próxima generación de empresarios y líderes de negocios.
SIFE es la red universitaria más grande del planeta, con presencia en los 5 continentes, dentro de los cuales, son más de 45 países afiliados en más de 1800 universidades.
Estudiantes En La Libre Empresa (SIFE, por sus siglas en inglés), fue fundada en Texas (EE. UU.), en 1975 a través del Instituto Nacional de Liderazgo y la empresa Southwestern Life Insurance.
En los años 90’s, SIFE comienza con su estrategia global de expansión, llegando a países tales como Polonia, Kazajistán, Tayikistán, Canadá y México.
Anualmente, desde el año 2001, SIFE realiza competencias mundiales en distintas partes del mundo, con el fin de evaluar los proyectos presentados por los equipos universitarios en sus comunidades. Dicho campeonato, sigue un proceso por el que los equipos de 48 países participantes, deben hacerse acreedores al título de campeones nacionales, mediante competencias nacionales y regionales, según sea el caso específico de cada país.
El programa de SIFE, se enfoca en cinco áreas: Economía de Mercado, Habilidades Directivas, Emprendimiento, Alfabetización Financiera, Sustentabilidad Ambiental, Ética en los Negocios, además de garantizar el trabajo realizado por estas personas, a través del principio de la Sustentabilidad.
Los estudiantes son dirigidos por Consejeros SIFE quienes los desafían a desarrollar proyectos que cumplen con necesidades específicas de sus comunidades. Sus esfuerzos ayudan a individuos que sueñan en ser empresarios, empresarios luchando con sus negocios, familias de bajos recursos y a niños tener experiencias de éxito.
A través de SIFE, los estudiantes universitarios mejoran la calidad y el estándar de vida de las personas que conforman las comunidades que ellos eligen y viven una experiencia profunda de crecimiento personal.
El objetivo principal de SIFE, es formar jóvenes que asuman roles significativos de liderazgo e influencia, para dirigir empresas sostenibles, construir comunidades fuertes y crear un mundo con mayores oportunidades para todos nosotros.